# Potamotrygon boesemani
Potamotrygon boesemani är en rockeart som beskrevs av Rosa, Carvalho och Almeida Wanderley 2008. Potamotrygon boesemani ingår i släktet Potamotrygon och familjen Potamotrygonidae. Inga underarter finns listade i Catalogue of Life.